# Taï-Marc Le Thanh
Taï-Marc Le Thanh est un écrivain français de littérature jeunesse né le 5 juillet 1967 à Antony (Hauts-de-Seine). Il participe depuis deux ans au  « Feuilleton des Incorruptibles », un programme de L’Éducation Nationale.

## Biographie
Diplômé de l'École municipale supérieure des arts et techniques (EMSAT), il est également graphiste free-lance.
Marié à l'illustratrice Rébecca Dautremer, il collabore régulièrement avec elle : en 2003 elle illustre Babayaga, qu'il a écrit, et en 2005, l'album Cyrano, texte qu'il a adapté de Cyrano de Bergerac d'Edmond Rostand.
Il écrit et illustre en 2022 le roman Et le ciel se voila de fureur, qui obtient une « Mention » au Prix Vendredi 2022, et le Prix Sorcières 2023, dans la catégorie Carrément Passionnant Maxi.

## Publications
- À fond la caisse, Editions du Seuil, 2009.
- Elvis, Gautier-Languereau, 2008.
- La Ballade de Pat Garret et Billy the Kid, 2008.
- Babayaga, illustrations de Rébecca Dautremer, Gautier-Languereau, 2003
- Le Jour des gonflés ou Un gros vent de folie, Gautier-Languereau, 2008.
- Le Voleur et le Magicien, Gautier-Languereau, 2008.
- Séraphin Mouton, série d'albums, Gautier-Languereau, 2007.
  - Tome 1 : Gros cochon ou Un joli bouquet de papiers gras
  - Tome 2 : Le Berger ou À quoi pensent les petits moutons avant de s'endormir...
  - Tome 3 : Qui ? ou Un petit vent de folie
  - Tome 4 : La Petite Sœur carnivore ou La Maladie du mouton fou
  - Tome 5 : Le Jour des gonflés ou Un gros vent de folie
- Cyrano[1], raconté par Taï-Marc Le Thanh, illustré par Rébecca Dautremer ; d'après Cyrano de Bergerac d’Edmond Rostand, Gautier-Languereau, 2005
- Tout nu, illustration de Benjamin Chaud, Gautier-Languereau, 2008
- Jonah, 2013 (six tomes attendus) :
  - Tome 1: Les Sentinelles
  - Tome 2: Le Retour du Sept
  - Tome 3: La Balade d'Adam et Véra
  - Tome 4: La nuit des Fugitifs
  - Tome 5: Au-delà de l’Océan
  - Tome 6: Le Jardin de Siàn
- Le jardin des épitaphes, raconté et illustré par Taï-Marc Le Thanh :
  - Tome 1 :  Celui qui est resté debout
  - Tome 2  :  Aimez-moi
- Les Sept de Babylone
  - Tome 1 : La mémoire des anciens
  - Tome 2 : L’Ombre de Gandhi
  - Tome 3 : Le serment des Spartiates
- Yéti, illustrations de Rébecca Dautremer, Gautier-Languereau, 2015
- Et le ciel se voila de fureur, L'école des loisirs, 2022
- Parfois j'aimerais que ma vie ressemble à une comédie musicale, Actes sud jeunesse - 2023, roman jeunesse où l'auteur raconte l’histoire de Maxence, un adolescent atteint du syndrome de la Tourette.

## Prix et distinctions
- 2014 : Prix Saint-Exupéry[4] pour Jonah, tome 1 : Les sentinelles
- 2018 : Prix des Lecteurs en Seine[5] pour  Le jardin des épitaphes, tome 1 : Celui qui est resté debout
- 2022 : « Mention » Prix Vendredi[2] pour Et le ciel se voila de fureur
- 2023 : Prix Sorcières[3], Catégorie Carrément Passionnant Maxi pour Et le ciel se voila de fureur
- 2023 : Prix A-Fictionados pour Et le ciel se voila de fureur[6]